# 3 серпня
3 серпня — 215-й день року (216-й у високосні роки) в григоріанському календарі. До кінця року залишається 150 днів.

## Свята і пам'ятні дні

### Міжнародні
День кавуна.

### Національні
- Нігер: День незалежності
- Ямайка: День незалежності

### Релігійні

#### Християнство
Католицизм
- День Святого Никодима.
- День Святої Лідії.
- День Блаженного Августина Казотича.

Православ'я
- преподобних Ісаакія, Далмата і Фавста.
- мученика Раждена, перса.
- преподобного Косми пустельника.
- праведної Соломії, мироносиці[2]

Англіканство
- День Святого Вільгельма Едуарда Беркхардта Дюбойса.

## Події
- 1344 — війська Кастилії короля Альфонсо XI за підтримки флотів королівства Арагону і Генуезької Республіки почали облогу міста Альхесірас, столиці та найважливішого порту держави Марінідів. Облога тривала 21 місяць і закінчилась приєднанням до Кастильського королівства
- 1347 —  у ході Столітньої війни англійські війська на чолі з королем Едвардом ІІІ Плантагенетом після одинадцяти місяців облоги захопили французьке місто-порт Кале.
- 1492 — Христофор Колумб вирушив з порту Палос-де-ла-Фронтера (Андалузія) у складі трьох кораблів «Санта-Марія», «Пінта» і «Нінья» у перше плавання для відкриття західного шляху в Індію.
- 1601 — війська Священної Римської імперії на чолі генерала Джорджо Баста при підтримці українських козаків здобули перемогу в битві біля міста Гуруслау (нині — Румунія) проти волоського війська Михайла Хороброго.
- 1645 — битва біля Тютюнної гори.
- 1775 — (за іншими даними 14 серпня) Катерина II видала імператорський маніфест, який офіційно ліквідував запорізьке козацтво.
- 1778 — відкрився «La Scala», італійський оперний театр у Мілані, один із центрів світової оперної культури. Ім'я одержав від церкви, що знаходилася на цьому місці, Санта-Марія делла Скала.
- 1795 — заснована Паризька консерваторія.
- 1882 — Конгрес США заборонив в'їзд до країни сновидам, злочинцям та божевільним, а також на 10 років заборонив імміграцію китайців.
- 1904 — члени британської експедиції стали першими людьми Заходу, які увійшли до священного міста Лхаса в Тибеті.
- 1911 — вперше аероплани використано у військових цілях, коли італійці провели авіаційне вивчення дислокації турецьких позицій у Триполі.
- 1912 — Туреччина надала обмежену автономію Албанії і дозволила викладання в початкових школах албанською мовою.
- 1913 — поліція Російської імперії заборонила футбольний матч в Касимові, мовляв, це скупчення народу є незаконними зборами.
- 1915 — австро-угорські війська в ході І Світової війни звільнили від росіян Володимир.
- 1922 — радіо Нью-Йорка застосувало перший у світі звуковий радіоефект: двома шматками дерева було зімітовано стукіт дверей.
- 1926 — на площі Піккаділлі встановлені перші у Лондоні світлофори.
- 1929 — у Ростові-на-Дону почала працювати перша в СРСР автоматична телефонна станція на 6 000 номерів, яка була збудована за підтримки шведської фірми «Ericsson».
- 1949 — набрав чинності Статут Ради Європи.
- 1949 — у США  шляхом злиття Американської баскетбольної асоціації і Національної баскетбольної ліги заснована Національна баскетбольна асоціація (НБА), до складу якої увійшло 17 команд.
- 1952 — у Гельсінкі пройшла церемонія урочистого відкриття XV Олімпійських ігор, в яких вперше взяли участь спортсмени з СРСР.
- 1957 — під керівництвом Сергія Корольова зроблений запуск першої радянської міжконтинентальної ракети Р-7.
- 1960 — Нігер отримав незалежність від Франції.
- 1988 — достроково з радянської в'язниці звільнений німець Матіас Руст, який приземлив свій літак на Красній площі Москви.
- 1990 — Верховна Рада УРСР ухвалила закон про економічну незалежність Української РСР.
- 1992 — стрибун із жердиною Сергій Бубка у Падуї установив світовий рекорд, стрибнувши на 6 м 12 см.
- 1993 — 4-річна американка Сідні Діттман стала наймолодшим власником патенту (її винахід називався «Допомога для хапання круглої дверної ручки»).
- 2000 — Верховний суд Чилі виніс постанову про позбавлення парламентської недоторканності Августо Піночета.
- 2014 — у провінції Юньнань (Китайська Народна Республіка) стався землетрус магнітудою 6,3. Загинули як мінімум 150 осіб, багато руйнувань, сильно ушкоджені комунікації. Гіпоцентр землетрусу зафіксовано на глибині 10 км.[3]

## Народились
Дивись також Категорія:Народились 3 серпня
- 1505 — Етьєн Доле, французький перекладач, типограф, письменник (†1546).
- 1803 — Джозеф Пакстон, британський архітектор, творець Кришталевого палацу у Лондоні.

- 1819 — Григорій Ґалаґан, український громадський діяч (†1888).
- 1832 — Іван Зайц, хорватський композитор, диригент і педагог.
- 1833 — Омелян Огоновський, український учений-філолог і громадський діяч, багаторічний голова «Просвіти» (†1894).
- 1872 — Олексій Борисяк, український геолог і палеонтолог. Онук професора Харківського університету Н. Д. Борисяка.
- 1880 — Марія Кузнєцова, оперна співачка (ліричне сопрано). Дочка українського художника Миколи Кузнєцова, племінниця видатного українського біолога Іллі Мечникова.
- 1883 — Жозіас Браун-Бланке, франко-швейцарський геоботанік, автор системи класифікації рослинності (†1980).
- 1904 — Кліффорд Сімак, американський фантаст (†1988).
- 1925 — Володимир Верменич, український композитор, хоровий диригент (†1986).
- 1938 — Олег Мінько, український художник і викладач, вважається одним із найкращих сучасних художників України.
- 1949 — Валерій Васильєв, радянський хокеїст, багатократний чемпіон світу, двократний олімпійський чемпіон.
- 1951 — Марсель Діонн, канадський хокеїст, третій гравець за голами за всю історію НХЛ.
- 1963 — Джеймс Гетфілд, американський гітарист і співак, учасник гурту «Metallica».
- 1967 — Матьє Кассовіц, французький актор, режисер.
- 1990 — Віталій Грицаєнко, офіцер Національної гвардії України, Герой України.

## Померли
Дивись також Категорія:Померли 3 серпня
- 1546 — Антоніо да Сангалло, флорентійський архітектор епохи Відродження. Племінник і учень Джуліяно да Санґало і Антоніо да Сангалло Старшого.
- 1546 — Етьєн Доле, французький перекладач, типограф, письменник (†1505).
- 1667 — Франческо Борроміні, архітектор доби бароко, інженер, майстер креслень архітектора.
- 1721 — Грінлінг Гіббонс, англійський скульптор і різьбяр, вважається одним з найбільш видатних англійських різьбярів-декораторів.
- 1780 — Етьєн Бонно де Кондільяк, абат, французький філософ. Рідний брат філософа, історика і дипломата Маблі і двоюрідний брат філософа-енциклопедиста, фізика, математика д'Аламбера.
- 1855 — Ернст Єдлічка, українсько-німецький піаніст. Син українського композитора Алоїза Єдлічки
- 1907 — Сент-Годенс Огастес, американський скульптор.
- 1917 — Фердинанд Георг Фробеніус, німецький математик (*1849).
- 1924 — Джозеф Конрад, один із найвидатніших англійський прозаїків польського походження, уродженець України.
- 1947 — Осип Безпалько, майор УПА, командир ВО-3 «Лисоня».
- 1987 — Іван Миколайчук, український кіноактор, кінорежисер, сценарист.
- 1994 — Інокентій Смоктуновський, радянський актор театру і кіно (*1925).
- 1998 — Альфред Шнітке, радянський композитор німецького походження, теоретик музики. Останні роки жив у Німеччині (*1934).
- 2004 — Анрі Картьє-Брессон, французький фотограф, класик світової фотографії.
- 2009 — Сергій Кузьмінський, український музикант, діджей, вокаліст рок-гурту «Брати Гадюкіни».
- 2021 — Віталій Шишов, громадський діяч Білорусі та України.